# Autobasculantă de carieră

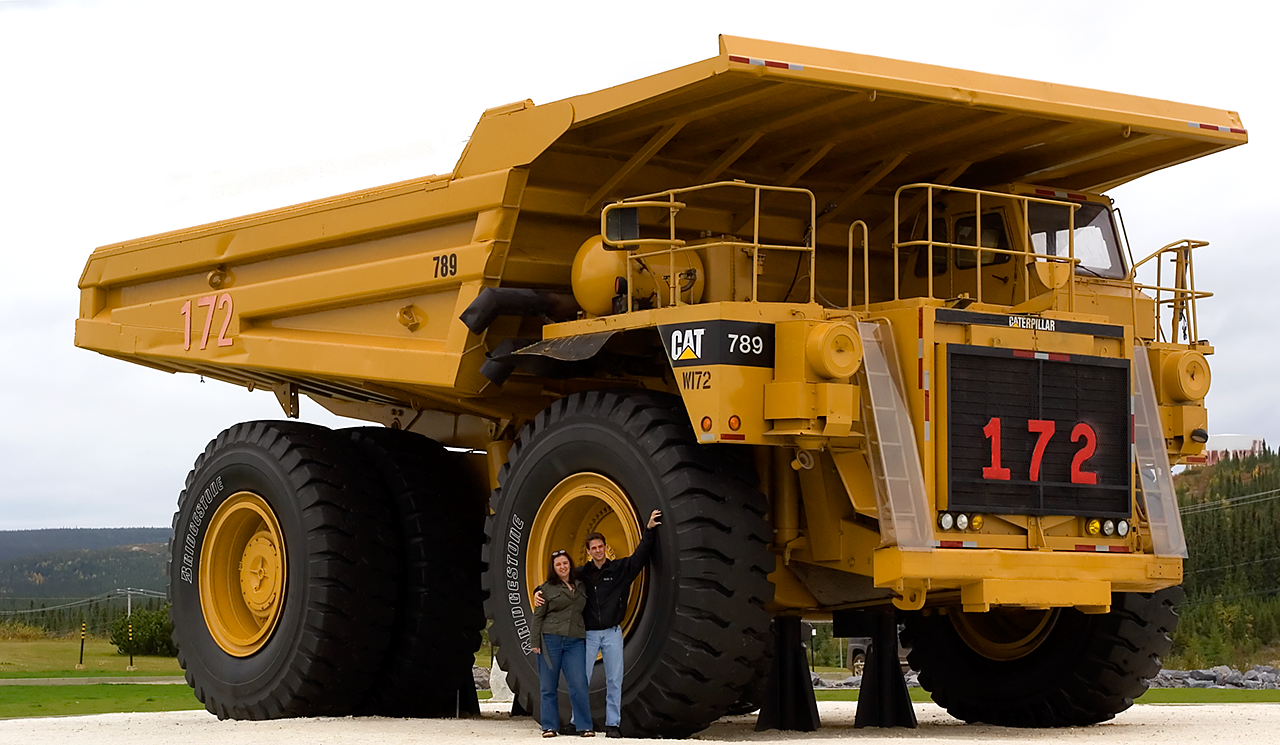
Autobasculantă de carieră în Quebec, Canada

Autobasculanta de carieră e un tip de autobasculantă off-road destinată exclusiv lucrărilor în cariere și mine de extracție a minereurilor naturale utile. Din cauza greutății și a dimensinilor extrem de mari, exploatarea vehiculului pe drumurile de uz comun este imposibilă. Modelele gigantice ale acestui tip de autobasculante sunt transportate pe bucăți la locul lucrărilor, și sunt asamblate pe loc.
De regulă autobasculantele de carieră au o structură biaxială cu tracțiune completă, și bena descărcândă în spate. În anii 1970 s-au creat și modele cu schemă triaxială, ca Terex 33-19 Titan și WABCO 3200B, dar aceste modele s-au dovedit a fi mai puțin eficiente în condițiile respective și s-a renunțat la ele în favoarea schemei cu două axe. Capacitatea de încărcare a autobasculantelor de carieră variază între 36 t și 363 tone.

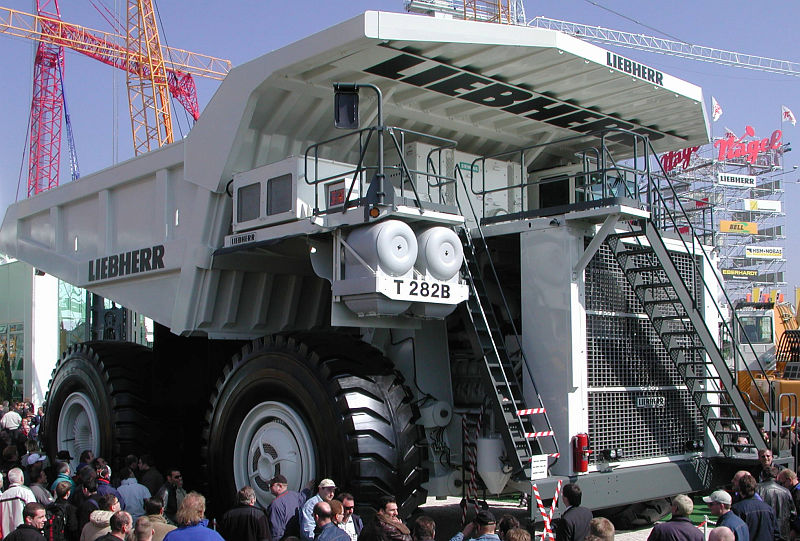
Autobasculanta de carieră de clasa ultra Liebherr T 282B

## Ultra Class
Autobasculantele de carieră cu cea mai mare greutate și capacitate de încărcare sunt clasificate ca făcând parte din ”ultra class” (clasa ultra). Clasa ultra include toate basculantele cu o capacitate de încărcare de 272 tone și mai mult.
Clasamentul autobasculantelor de carieră după capacitate:
| Producător     | Model       | Capacitatea de încărcare, tone | Masa totală, tone | Motor          | Putere, c.p. | Viteza maximă, km/h | Anul producerii | Link                                              |
| -------------- | ----------- | ------------------------------ | ----------------- | -------------- | ------------ | ------------------- | --------------- | ------------------------------------------------- |
| Caterpillar    | 797F        | 363                            | 623               | Caterpillar    | 4000         | 67                  | 2009            | Arhivat în 10 iunie 2015, la Wayback Machine.     |
| Terex          | MT 6300AC   | 363                            | 598               | MTU            | 3750         | 64                  | 2008            | Arhivat în 22 octombrie 2008, la Wayback Machine. |
| Liebherr       | T 282 C     | 363                            | 592               | MTU            | 3755/4023    | 64                  | 2010            | Arhivat în 21 iulie 2012, la Wayback Machine.     |
| Liebherr       | T 282 B     | 363                            | 592               | MTU            | 3650         | 64                  | 2004            |                                                   |
| BelAZ          | 75601       | 360                            | 610               | MTU            | 2800/3807    | 64                  | 2010            | Arhivat în 13 octombrie 2011, la Wayback Machine. |
| Caterpillar    | 797В        | 345                            | 623               | Caterpillar    | 3550         | 67                  | 1998            |                                                   |
| Komatsu        | 960E        | 327                            | 576               | Komatsu        | 3500         | 65                  | 2008            |                                                   |
| Terex          | MT 5500     | 326                            | 543               | MTU/Cummins    | 2700         | 64                  | 2006            | Arhivat în 8 ianuarie 2008, la Wayback Machine.   |
| BelAZ          | 75600       | 320                            | 560               | Cummins        | 2610/3549    | 64                  | 2006            | Arhivat în 13 octombrie 2011, la Wayback Machine. |
| Terex          | 33-19 Titan | 317,5                          | 550               | Electro-Motive | 3300         | 48                  | 1974            |                                                   |
| Caterpillar    | 795F AC     | 313                            | 570               | Caterpillar    | 3400         | 64                  | 2009            |                                                   |
| Euclid-Hitachi | EH 5000     | 286-315                        | 528               | MTU            | 2700         | 67                  | ?               | Arhivat în 18 aprilie 2012, la Wayback Machine.   |
| Liebherr       | TI 274      | 290                            | ?                 | MTU            | 3000         | 64                  | 2007            |                                                   |
| Komatsu        | 930E        | 290                            | 502               | Komatsu        | 2700/3500    | 64                  | 1996            |                                                   |
| Euclid-Hitachi | EH 4500     | 282                            | 435               | MTU/Cummins    | 2700         | 67                  | ?               | Arhivat în 12 noiembrie 2013, la Wayback Machine. |
| Komatsu        | 860E        | 254                            | ?                 | Komatsu        | 2700         | 64                  | 2008            |                                                   |
| BelAZ          | 75310       | 240                            | 401               | Cummins        | 1864/2535    | 64                  | ?               | Arhivat în 12 noiembrie 2013, la Wayback Machine. |
| Euclid         | R260        | 238                            | 387               | Detroit Diesel | 2500         | 49                  | 1997            |                                                   |
| Caterpillar    | 793F        | 226,8                          | 390               | Caterpillar    | 2650         | 60                  | 2009            |                                                   |
| Komatsu        | 830E        | 222                            | 385               | Komatsu        | 2500         | 49                  | ?               |                                                   |
| BelAZ          | 75307       | 220                            | 376               | Cummins        | 1715/2330    | 64                  | ?               | Arhivat în 2 februarie 2012, la Wayback Machine.  |
| BelAZ          | 75306       | 220                            | 376               | Cummins        | 1715/2330    | 43                  | ?               | Arhivat în 2 februarie 2012, la Wayback Machine.  |
| BelAZ          | 75302       | 220                            | 376               | MTU            | 1715/2330    | 43                  | ?               | Arhivat în 2 februarie 2012, la Wayback Machine.  |
| Kress          | 200C        | 220                            | 342               | Caterpillar    | 1700         | 73                  | ?               |                                                   |
| Terex          | MT 4400AC   | 218                            | 392               | MTU/Cummins    | 2700         | 64                  | ?               | Arhivat în 8 ianuarie 2008, la Wayback Machine.   |
| Liebherr       | T 262       | 218                            | 390               | MTU            | 2500         | 51                  | ?               | [nefuncțională]                                   |
| Caterpillar    | 793В        | 218                            | 383               | Caterpillar    | 2415         | 54                  | ?               |                                                   |
| WABCO          | 3200В       | 214                            | 383               | GM             | 2475         | ?                   | 1978            |                                                   |

## Exemplare
- BelAZ 75600
- Bucyrus MT6300AC
- Caterpillar 797
- DAC 120 DE
- Komatsu 830E
- Komatsu 930E
- Komatsu 960E-1
- Liebherr T 282B
- Terex 33-19 "Titan"